# 아드라르주 (모리타니)

아드라르주

아드라르주(아랍어: ولاية آدرار, 프랑스어: Adrar)는 모리타니의 주로, 주도는 아타르이며 면적은 69,542km2, 인구는 215,000명(2000년 기준)이다. 모리타니에서 면적이 가장 큰 주이며 주 이름은 아드라르고원에서 유래된 이름이다. 북쪽으로는 티리스젬무르주와 서사하라, 동쪽으로는 호드에슈샤르기주와 말리, 남쪽으로는 트라르자주와 타간트주, 서쪽으로는 인시리주와 인접해 있다. 3개 현(아우제프트현, 아타르현, 싱게티현)을 관할한다.